# Еш-Шаркія (Оман)
Це стаття про регіоні в Омані. Про регіоні в Саудівській Аравії див. Еш-Шаркія; про регіон в Єгипті див. Шаркія
Еш-Шаркія (Східний; араб. المنطقة الشرقية) - регіон (мінтака) в Султанаті Оман.
- Адміністративний центр - Сур.
- Площа - 36800 км², населення - 350514 чоловік (2010 рік).

У 2011 році в ході адміністративно-територіальної реформи регіон розділився на дві мухафази: Північна Еш-Шаркія і Південна Еш-Шаркія (території уточнюються).

## Географія
Розташоване у північно-східній частині країни, на узбережжі Оманської затоки і Аравійського моря.
На півночі межує з мухафазах Маскат, на заході з регіоном Ед-Дахілія, на півдні з регіоном Ель-Вуста.
За 20 км від узбережжя знаходиться острів Масира.

## Туризм
Однією з основних визначних пам'яток регіону є морське узбережжя, найпривабливіше для туристів у районі від мису Рас-ель-Хадда до мису Рас-ель-Гайма (42 км). Тут щорічно близько 13 000 зелених черепах відкладають свої яйця. Природа в цьому районі знаходиться під патронажем Міністерства Оману по регіональним муніципалітетам, довкіллю і водним ресурсам.

## Адміністративний поділ
Регіон Еш-Шаркія ділиться на 11 вілайєтів з центрами в містах:
- Сур
- Ібра
- Мудайбі
- Ель-Каміль-валь-Вафі
- Джалан-Бані-Бу-Хасан
- Джалан-Бані-Бу-Алі
- Ваді Бані-Халід
- Діма-ват-Таійін
- Бідія
- Ель-Кабіль
- Масира

| Оман | Це незавершена стаття з географії Оману. Ви можете допомогти проєкту, виправивши або дописавши її. |